# 奥尔茨海姆
奥尔茨海姆是德国莱茵兰-普法尔茨州的一个市镇。总面积16.22平方公里，总人口593人，其中男性304人，女性289人（2019年11月11日），人口密度36人/平方公里。